# Лесная Поляна (Оренбургская область)
Лесная Поляна — посёлок в Кваркенском районе Оренбургской области. Входит в состав Кировского сельсовета.

## История
В 1966 г. Указом Президиума ВС РСФСР поселок отделения № 1 совхоза имени Кирова переименован в Лесная Поляна.

## Население
| 2010 |
| ---- |
| 137  |